# Glyptotendipes
Glyptotendipes är ett släkte av tvåvingar som beskrevs av Jean-Jacques Kieffer 1913. Glyptotendipes ingår i familjen fjädermyggor.

## Dottertaxa tillGlyptotendipes, i alfabetisk ordning[1][2]
- Glyptotendipes aequalis
- Glyptotendipes amplus
- Glyptotendipes annulaimanus
- Glyptotendipes anomalus
- Glyptotendipes barbipes
- Glyptotendipes biwasecundus
- Glyptotendipes brevilobus
- Glyptotendipes caulicola
- Glyptotendipes cauliginellus
- Glyptotendipes corticicola
- Glyptotendipes dendrophila
- Glyptotendipes discolor
- Glyptotendipes dreisbachi
- Glyptotendipes flavimanus
- Glyptotendipes fodiens
- Glyptotendipes foliicola
- Glyptotendipes formosae
- Glyptotendipes glaucus
- Glyptotendipes gripekoveni
- Glyptotendipes imbecilis
- Glyptotendipes imbecillis
- Glyptotendipes imicola
- Glyptotendipes latifrons
- Glyptotendipes lipinae
- Glyptotendipes lobiferus
- Glyptotendipes mancunianus
- Glyptotendipes melanosema
- Glyptotendipes melanostolus
- Glyptotendipes nishidai
- Glyptotendipes ospeli
- Glyptotendipes pallens
- Glyptotendipes paripes
- Glyptotendipes philippinarum
- Glyptotendipes pilosus
- Glyptotendipes salinus
- Glyptotendipes scirpi
- Glyptotendipes seminole
- Glyptotendipes senilis
- Glyptotendipes signatus
- Glyptotendipes sparganii
- Glyptotendipes testaceus
- Glyptotendipes tokunagai
- Glyptotendipes tumidus
- Glyptotendipes unacus
- Glyptotendipes uralicus
- Glyptotendipes varipes
- Glyptotendipes verrucosus
- Glyptotendipes viridis
- Glyptotendipes zavrelianus